# Mediorhynchus vaginatus
Mediorhynchus vaginatus är en hakmaskart som först beskrevs av Diesing 1851.  Mediorhynchus vaginatus ingår i släktet Mediorhynchus och familjen Giganthorhynchidae. Inga underarter finns listade i Catalogue of Life.